# Ypsolopha instabilella
Ypsolopha instabilella là một loài bướm đêm thuộc họ Ypsolophidae. Nó được tìm thấy ở Uzbekistan, Tajikistan, Kyrghyzstan, Tiểu Á và in phần phía nam của Đông Âu.
Ấu trùng ăn các loài Ephedra.